# 470 (класс гоночных яхт)
470 — олимпийский класс парусных яхт, швертбот, монотип, экипаж 2 человека, парусное вооружение шлюп, имеется спинакер. Название класса происходит от длины корпуса в сантиметрах. Изготавливается на нескольких предприятиях в Европе и Азии.

## Описание класса
«470» — лёгкий глиссирующий швертбот-двойка с трапецией, спроектированный в 1963 году французским конструктором Андрэ Корню. Тогда пластик был совершенно новым материалом в спортивном судостроении и, по сути, "470″ — это один из первых классов, который изначально был спроектирован как пластиковая лодка.
В те годы двойкой на олимпийских Играх был «Летучий голландец», обладавший огромным количеством настроек и приспособлений. Это делало «голландца» довольно дорогим швертботом. «Семидесятка» была проще, дешевле и доступнее.
Как олимпийский класс "470″ дебютировал на Играх 1976 года. "470″ и «Летучий Голландец» в двойках — это примерно как «Лазер» и «Финн» в одиночках. «Летучий Голландец» более сложный, экипаж для него нужен более тяжёлый и атлетичный. Например, только шкотовый может весить 100—110 кг. В "470″ можно успешно выступать с суммарным весом экипажа в 110—145 кг.
Благодаря этому швертбот "470″ получил популярность среди женщин и, начиная с Игр в Сеуле 1988 года, выступает на Летних Олимпиадах как женская двойка.
Цена растаможенной лодки в России на 2017 год доходит до 2,4 миллионов рублей.

## Класс 470 в СССР и России
- Экипаж Тыну Тынисте и Тоомас Тынисте — серебро на Олимпиаде 1988
- Экипаж Лариса Москаленко и Ирина Чуниховская — бронза на Олимпиаде 1988 и серебро на Чемпионате мира 1991 в Брисбене
- Экипаж Владелина Ильенко и Наталия Гапонович — бронза на Чемпионате мира 2003 в Рота
- Экипаж Павел Созыкин и Денис Грибанов — бронза на Чемпионате мира 2015 года в Хайфе
- В 2005 году в Санкт-Петербурге прошёл чемпионат мира среди юниоров[2].

## Галерея

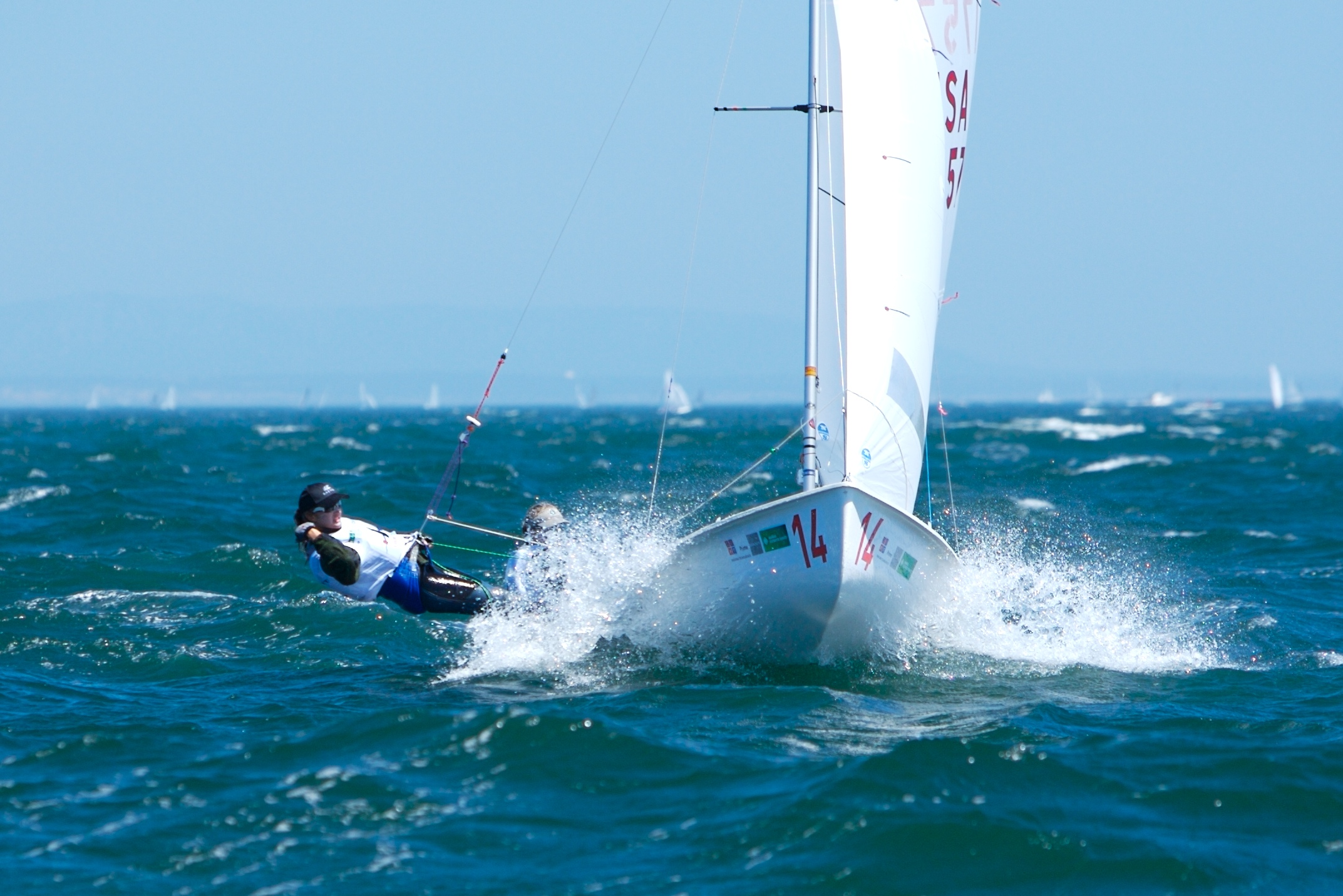
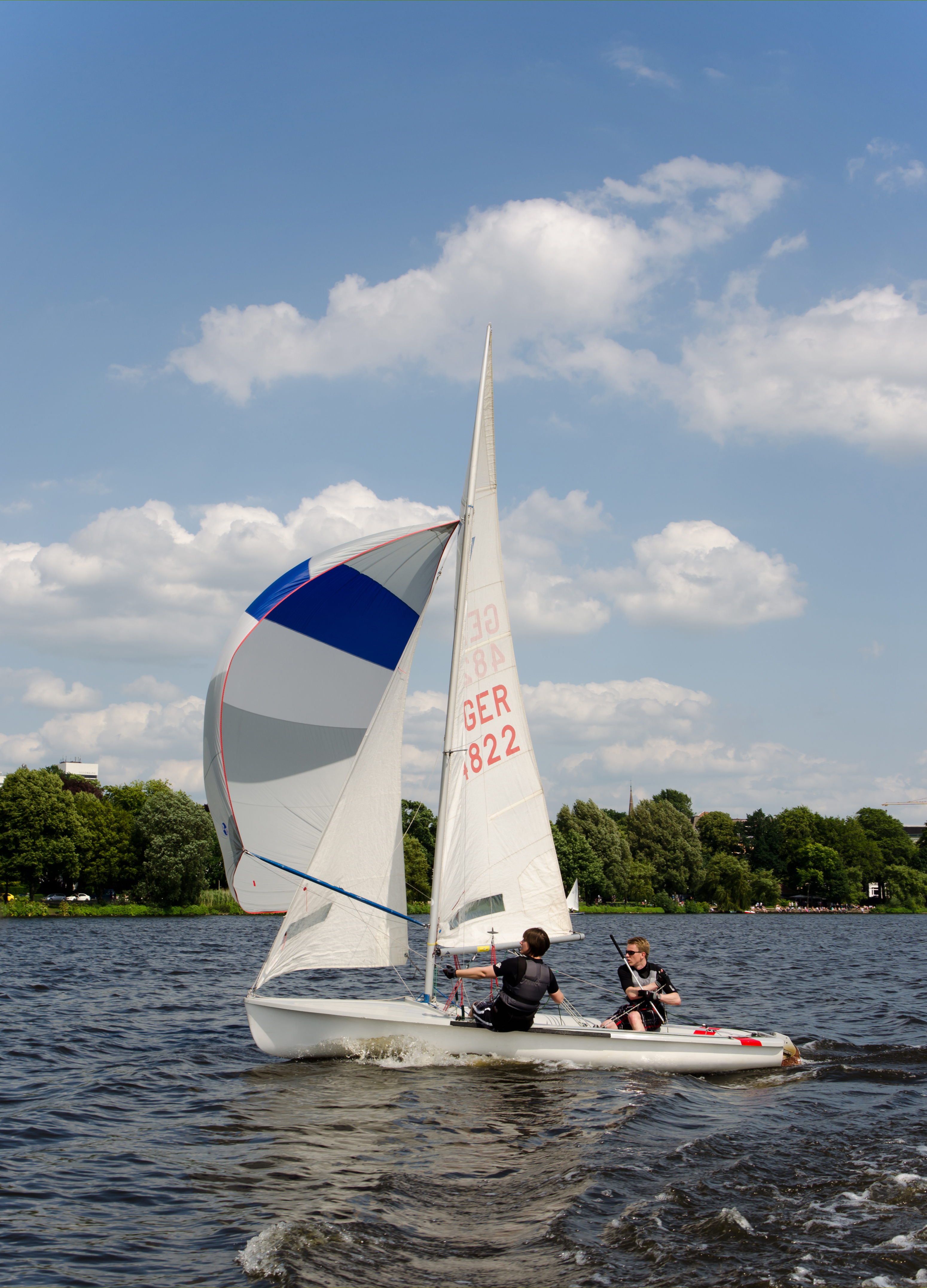
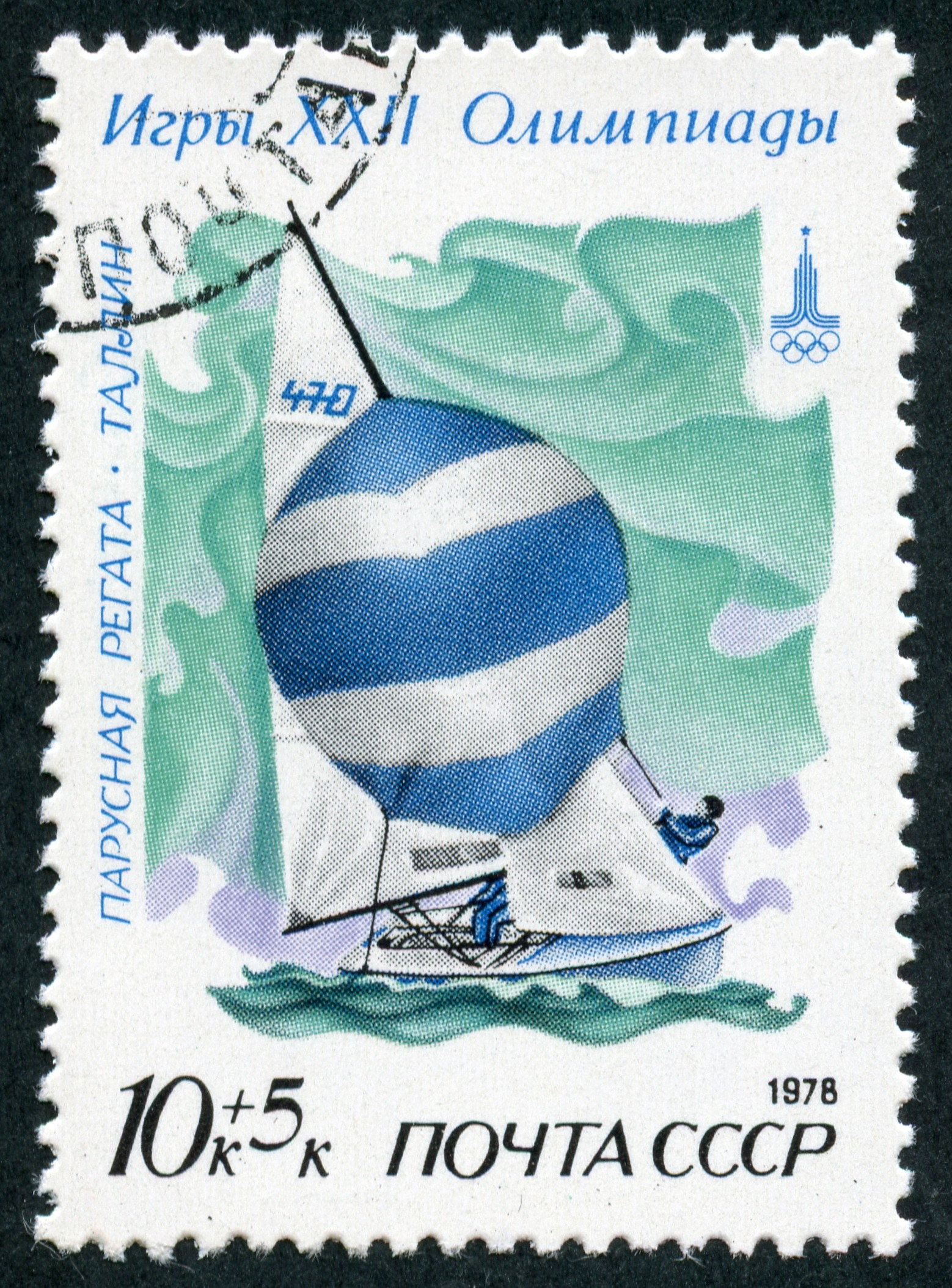